# Wielrenner

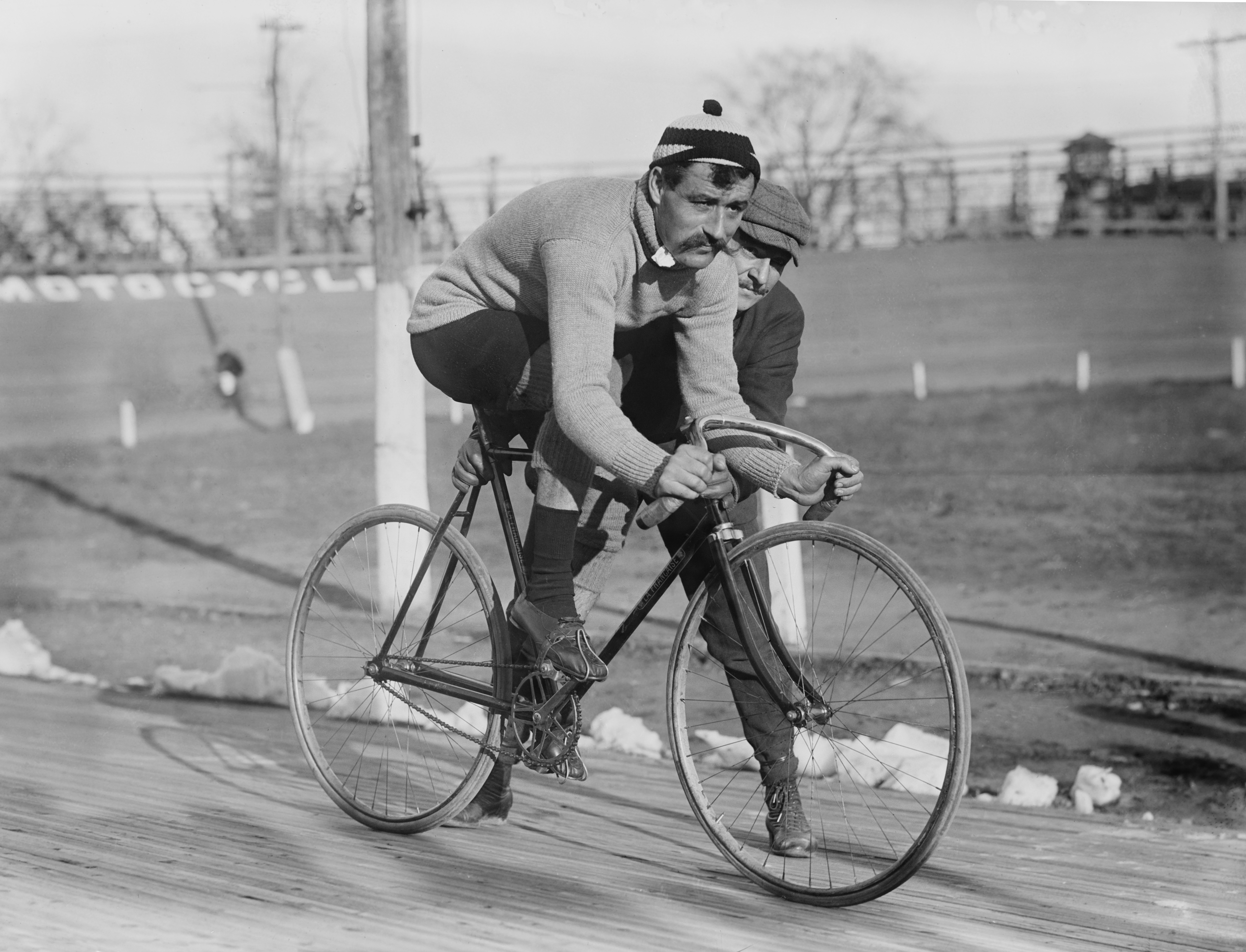
Een wielrenner (Léon Georget) anno 1909

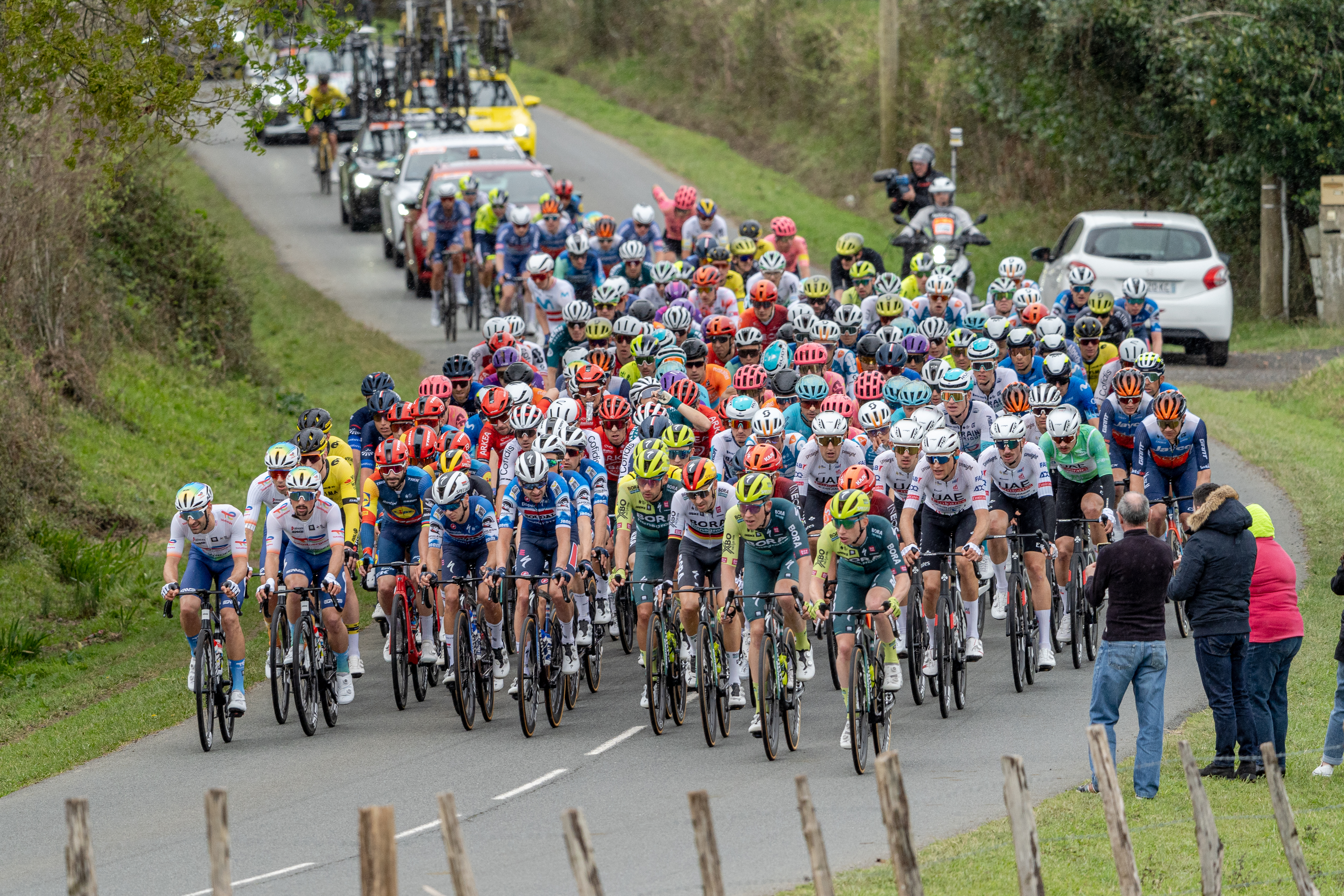
Een peloton van professionele wielrenners

Een wielrenner, of kortweg een renner, is iemand die de wielersport in wedstrijdverband, professioneel of als amateur, beoefent. Het vrouwelijk equivalent van wielrenner is wielrenster.
Er zijn verschillende soorten wielrenners: zo kennen we de wegwielrenner, de baanwielrenner, de cyclocrosser of veldrijder, de mountainbiker en de BMX-rijder. Een wielrenner rijdt op een fiets die geschikt is voor de categorie waarin hij uitkomt; een baanrenner zal bijvoorbeeld een baanfiets gebruiken.